# Antanas Trumpa

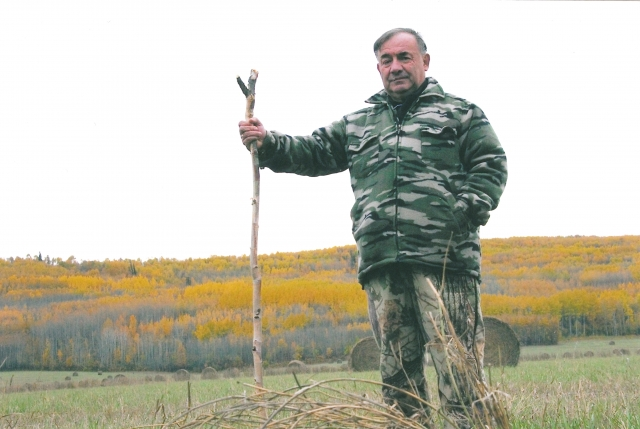
Antanas Trumpa

Antanas Trumpa (* 2. Juli 1942 in Rokiškis) ist litauischer Unternehmer, Industrieller, Hauptaktionär des litauischen Konzerns „Rokiškio sūris“.

## Ausbildung
Nach dem Abitur absolvierte Antanas Trumpa das Studium am Polytechnischen Institut Kaunas im Ingenieurwesen und der Mechanik (1966). Danach war er als Aspirant und wissenschaftlicher Mitarbeiter tätig.
1979 promovierte Trumpa zum Doktor der technischen Wissenschaften.

## Karriere
Antanas Trumpa begann seine Tätigkeit im damaligen staatlichen Unternehmen Rokiškio sūrių gamykla (Käsefabrik Rokiškis) und leitete seit 1971 als Direktor das Unternehmen. 1992 privatisierte Antanas Trumpa das staatliche Unternehmen und ist bis heute im Management tätig.
2000 wurde Antanas Trumpa vom Präsidenten Litauens mit der Medaille (Lietuvos Didžiojo kunigaikščio Gedimino I laipsnio medalis) ausgezeichnet.
2006 war Antanas Trumpa nach Angaben des Magazins Veidas der elftreichste Litauer.

## Ehrung
- 2001: Ehrenbürger von Rokiškis
- 2000: Lietuvos Didžiojo kunigaikščio Gedimino I laipsnio medalis